# Fantastic Children
Fantastic Children (ファンタジックチルドレン?, Fantajikku Chirudoren) è un anime illustrato da Takashi Nakamura e prodotto dalla Nippon Animation. È stato trasmesso in Giappone da TV Tokyo dal 4 ottobre 2004 al 28 marzo 2005, per un totale di 26 episodi, ed è stato inoltre trasmesso sul satellite della Animax.
La serie è stata in seguito tradotta dalla Animax in inglese per la trasmissione nel sudest asiatico. I diritti nordamericani sono della Bandai Entertainment, che ha prodotto una sua traduzione per la trasmissione nella regione.

## Trama
La serie inizia con l'introduzione di un gruppo di bambini dai capelli bianchi, conosciuti come i "Bambini di Befort", chiamati così per un immaginario villaggio in Belgio, dove la loro esistenza era stata per prima segnalata nel 1489. Nell'anno 2012, l'energico Tohma incontra l'introversa Helga sulle spiagge dell'isola Papin. I due si imbarcano in un'avventura che li spingerà a incontrarsi con i Bambini di Befort, che hanno vagato per secoli per l'Europa in cerca di una persona di nome Tina.

## Personaggi
- Tohma (トーマ?) Voce originale: Junko Minagawa

Il protagonista della serie. Un giovane energetico che vive con i genitori sulla spiaggia dell'isola Papin. Impulsivo e irritabile, ha però buone intenzioni e si prende cura di helga e Chitto.
- Helga (ヘルガ?, Heruga) Voce originale: Shiho Kawaragi

Una giovane ragazza calma ed introversa, che Tohma ha salvato da un orfanotrofio crudele. È in cerca di un luogo da cui prendere spunto per i suoi dipinti.
- Chitto (チット?) Voce originale: Kei Kobayashi

Amico fedele e sincero di Helga, si sono conosciuti nell'orfanotrofio. Desidera aiutarla a trovare il luogo perfetto da raffigurare.
- Gherta (ゲルタ?, Geruta) Voce originale: Yuki Kaida

Comandante della GED Organization grazie agli appunti e ricerche del Dr. Rontgen, è stranamente attratta da questo nonostante sia morto da lungo tempo e non lo abbia mai incontrato.
- Duma  (デュマ?, Deyuma) Voce originale: Eiji Hanawa

L'apparente antagonista, in realtà è una pedina controllata da suo padre Georca. Odia i Bambini di Befort per la morte di Tina, sua amata nella vita precedente.
- Conrad (コンラート?, Konrāto) Voce originale: Naomi Shindou

Conrad è uno scienziato famoso per la scoperta dei raggi x. Le sue invenzioni vengono utilizzate diversi anni dopo dalla GED Organization per mandare le persone nella terra dei morti.

## Terminologia
- GED Organization (ゲド機関?, Gedo Kikan)

Un'organizzazione comandata da Gherta Hawksbee. Gherta utilizza le scoperte di Conrad Röntgen per ricostruire l'Autozona, che riporta le persone in vita. In seguito la GED viene manipolata da Dumas così da poter riportare lo spirito di Tina nel suo vecchio corpo.
- Greecia (ギリシア?, Girisha)

Il pianeta d'origine dei bambini di Befort. La maggior parte del pianeta è composta di acqua, e la maggior parte delle cose sul pianeta ne sono alimentate.
- Orsel

La linfa vitale di tutte le cose. La GED Organization la utilizza per riportare le persone in vita dalla Zona, la terra dei morti. a causa dell'alta dose di Orsel che viene usata per resuscitare le persone, queste possono divenire instabili. È misurabile in Stilb.
- Autozona

La macchina che gli scienziati del pianeta Greecia utilizzano per riportare le persone in vita. Può anche spedire qualcuno nella Zona e riportarlo indietro. La GED, grazie a Gherta, si impadronisce di questa tecnologia, che però risulta avere pericolosi effetti secondari.

### Sigle
Tema d'apertura
- Voyage di Inori

Tema di chiusura
- Mizu no Madoromi (水のまどろみ?) di Origa

## Episodi
| Nº | Titolo italiano Giapponese 「Kanji」 - Rōmaji                           | In onda          | In onda |
| Nº | Titolo italiano Giapponese 「Kanji」 - Rōmaji                           | Giapponese       |         |
| 1  | Dal confine dell’oscurità 「Yami no hate kara」 - 闇の果てから          | 04 ottobre 2004  |         |
| 2  | Sentimenti vaganti 「Samayou omoi」 - 彷徨う想い                        | 11 ottobre 2004  |         |
| 3  | Il luogo in cui voglio andare 「Ikitai basho」 - 行きたい場所           | 18 ottobre 2004  |         |
| 4  | Shinon 「Shinon」 - シノン                                              | 25 ottobre 2004  |         |
| 5  | L’Isola Kokkuri 「Kokkuri Tou」 - コックリ島                            | 01 novembre 2004 |         |
| 6  | L’Isola Kokkuri (2) 「Kokkuri Tou (Ni)」 - コックリ島(2)                | 08 novembre 2004 |         |
| 7  | I Bambini di Béfort 「Befooru no Kodomo」 - ベフォールの子供            | 15 novembre 2004 |         |
| 8  | Una casa piena di calore 「Atatakai Katei」 - 温かい家庭                | 22 novembre 2004 |         |
| 9  | Orsel 「Oeseru」 - オエセル                                             | 29 novembre 2004 |         |
| 10 | L’Organizzazione GED 「Gedo Kikan」 - ゲド機関                          | 06 dicembre 2004 |         |
| 11 | La Persona Importante 「Taisetsu na Hito」 - 大切な人                   | 13 dicembre 2004 |         |
| 12 | Enma 「Enma」 - 閻魔                                                    | 20 dicembre 2004 |         |
| 13 | Memorie della Greecia 「Girishia no Kioku」 - ギリシアの記憶            | 27 dicembre 2004 |         |
| 14 | Luogo (episodio riassuntivo) 「Kiseki」 - 軌跡                          | 04 gennaio 2005  |         |
| 15 | Reminiscenza 「Tsuioku」 - 追憶                                         | 10 gennaio 2005  |         |
| 16 | Ricorrenza, Dentro la Nebbia 「Kaiki, Kiri no Naka e」 - 回帰、霧の中へ | 17 gennaio 2005  |         |
| 17 | Tina 「Tina」 - テイナ                                                  | 24 gennaio 2005  |         |
| 18 | Tragedia 「Sangeki」 - 惨劇                                             | 31 gennaio 2005  |         |
| 19 | Giuramento 「Chikai」 - 誓い                                            | 07 febbraio 2005 |         |
| 20 | Vite Circolari 「Meguru inochi」 - 巡る命                               | 14 febbraio 2005 |         |
| 21 | Dumas 「Duma」 - デュマ                                                 | 21 febbraio 2005 |         |
| 22 | Prendere il Volo 「Hirai」 - 飛来                                       | 28 febbraio 2005 |         |
| 23 | Gherta 「Geruta」 - ゲルタ                                              | 07 marzo 2005    |         |
| 24 | La Verità di Thoma 「Tooma no shinjitsu」 - トーマの真実                | 14 marzo 2005    |         |
| 25 | Verso la Zone 「Zoon he」 - ゾーンへ                                    | 21 marzo 2005    |         |
| 26 | La Fine e poi l’Inizio 「Shuuen soshite hajimari」 - 終焉そして始まり   | 28 marzo 2005    |         |

## Altre versioni

### Manga
Fantastic Children: Tokei Jikake no Tabibito-tachi (ファンタジックチルドレン 時計じかけの旅人たち?), disegnato da Masakazu Miyano, è stato pubblicato sul mensile Monthly Comic Flapper e raccolto in due volumi tankōbon.

### Videogioco
Il videogioco di Fantastic Children è stato prodotto per il Game Boy Advance e distribuito il 19 maggio 2005 dalla Bandai. Sviluppato dalla Inti Creates, il gioco segue Tohma attraverso le sue avventure partendo dall'isola Papen con Helga, Chitto e i Bambini di Befort